# Silene andicola
Silene andicola là loài thực vật có hoa thuộc họ Cẩm chướng. Loài này được Gillies ex Hook. & Arn. miêu tả khoa học đầu tiên năm 1833.